# 三段體
三段體（Ternary Form），又名三部曲式或ABA曲式，是音樂作品中最常見的樂曲形式，最簡單的定義是由兩個同等重要的結構（樂理上稱為「A段」和「B段」），組成了一個具有三個「段落」的曲體，其中第一及第三段可以是完全相同或
近乎所有相同的內容，第二段則和第一段形成出強烈對比，形成了「A-B-A(或 A')」的構造。其他類型的三段體皆以此基礎上再加以擴展和變化。例如在迴旋曲中,首尾皆為同一樂段（即A），而中間的B段則包含多個由新樂段及A段交替而成的結構。
在古典音樂範疇中，有不少曲種都是以三段體形式所寫成，包括有小步舞曲、諧謔曲、進行曲、甚至早至巴洛克時期的返始詠嘆調（Da Capo aria）也是典型的三段體結構作品。
三段體可以再細分為單三段體(simple ternary)和複三段體(compound ternary)。單三段體中的每一個部分都是一個單獨的樂段。而複三段體中，A段和B段可以再分拆為一個獨立的三段體（亦容許為二段體）。